# کرندوم
کرندوم (به انگلیسی: Corundum) یا کُرَندُن (به فرانسوی: Corindon) شکل بلورین اکسید آلومینیم (Al۲O۳) است که معمولاً دارای ناخالصی‌هایی از آهن، تیتانیم، وانادیم و کروم می‌باشد. سختی آن ۹ در مقیاس موس می‌باشد.
از دستهٔ کانی‌ها بوده، گونه‌های شفاف و رنگین آن جزء سنگ‌های قیمتی می‌باشد. رنگ قرمز آن یاقوت سرخ و رنگ کبود آن یاقوت کبود نامیده می‌شود. همچنین رنگ‌های زرد، سبز، صورتی، آبی و نارنجی و حتی بی‌رنگ و شفاف نیز دارد.
در نوعی از کرندوم به دلیل وجود ناخالصی دی‌اکسید تیتانیوم (TiO2) یا روتیل، در حالت تراش خورده و صیقلی و زیر نور، ستاره‌ای شش پر مشاهده شده که به آن ستاره پران گویند.
نام کرندوم احتمالاً از هندی قدیمی Kauruntaka گرفته شده‌است. منشأ تشکیل آن دگرگونی مجاورتی و ناحیه‌ای است. امروزه در آزمایشگاه و صنعت به صورت مصنوعی ساخته شده و کاربردهای فراوانی دارد. این ماده در برابر محدودهٔ نور از فرابنفش تا فروسرخ شفاف است.
کاربرد: به دلیل سختی زیاد در ابزار برش و صیقل، کاغذ سمباده، حفاری و تراش سنگ‌های ظریف کاربرد دارد. در مواردی که ابزار مقاوم به خش نیاز باشد، مانند قطعات اپتیک، عدسی، منشور، شیشه‌های ضدخش (شیشهٔ ساعت). در ماهواره‌ها، فضاپیما و قطعات لیزر از این ماده استفاده می‌شود.